# 갑천도시고속도로
갑천도시고속도로(甲川都市高速道路, 영어: Gapcheondosi Expressway)는 대전광역시 대덕구 신탄진동과 대전광역시 서구 월평동을 잇는 대전광역시의 도시고속화도로이다. 천변도시고속화도로(川邊都市高速化道路)라고도 한다.

## 특징
대전광역시를 통과하는 유료도로 가운데 고속도로를 제외하고는 유일한 유료도로이다. 총 차입금액 1,580억 원 중 사무라이펀드로 차입한 금액이 1,346억 원으로 2006년도에 약 39억 원의 재원을 보전했으며, 2007년에는 엔화의 급격한 상승으로 66억 원, 2008년에는 약 100억 원 정도를 재정 보전하였다. 2011년도에 자금상환기간이 되면 전액 상환해야 한다. 2016년 7월부터 일부 구간에 24시간 전일제의 중앙버스전용차로가 시행되고 있다.

## 연혁
- 1993년 : 3공구 (와동IC ~ 원촌교), 5공구 (대덕대교 ~ 만년교) 구간 개통
- 1995년 7월 19일 : 원촌육교 ~ 와동육교 4.63km 구간을 자동차 전용도로로 지정[3]
- 1998년 7월 22일 : 싱가포르 Piling 과 협약 체결
- 2000년 3월 31일 : 사업제안서를 대전광역시에 제출
- 2001년 2월 21일 : 최종 실시협약 체결
- 2001년 11월 1일 : 천변도시고속화도로 건설 민간투자(외자유치)사업 실시계획 승인[4]
- 2001년 12월 20일 : 공사 착공
- 2003년 10월 13일 : 사업 기간을 2003년 10월 19일에서 2004년 4월 27일까지로 연장[5]
- 2004년 4월 26일 : 사업 기간을 2004년 4월 27일에서 2004년 7월 31일까지로 연장[6]
- 2004년 8월 7일 : 원촌육교 ~ 문예지하차도(대화육교) 4.9km 구간을 자동차 전용도로로 지정[7]
- 2004년 9월 6일 : 4공구 도로 개통
- 2009년 7월 14일 : 2개 이상 자치구에 걸쳐있는 도로로 갑천도시고속도로를 고시[8]
- 2010년 3월 30일 : 도로구간을 대덕구 와동 와동육교에서 신탄진동 현도교까지 연장함. 이에 따라 총 연장이 17.34km에서 24.53km로 증가[9]
- 2012년 5월 18일 : 통행료 인상[10]
- 2015년 12월 22일 : 와동육교 ~ 문평대교 4.4km 구간을 자동차 전용도로로 지정[11]
- 2018년 11월 15일 : 하이패스 개통[12]

- 개통 예정 구간
  - 1,6공구 (현도교 ~ 문평대교, 만년교 ~ 가수원교)
    - 만년교~가수원교 구간은 월평공원 통과구간에 대한 환경파괴 논란으로 인해 지속적으로 착공이 연기되어 오다가, 도안신도시 택지개발의 일환으로 인근에 도안동로가 왕복 6차선으로 확장 개통되면서, 사실상 건설이 무산되었다.[13]

## 주요 경유지
대전광역시
- 대덕구 (신탄진동 · 석봉동 · 문평동 · 신일동 · 상서동 · 와동 · 신대동 · 읍내동 · 대화동) - 서구 (만년동 · 월평동

## 노선
- 시설물
  - IC : 입체교차로(Interchange)
  - JC : 분기점(Junction)
  - IS : 평면교차로(Intersection)
  - BR : 교량(Bridge)
  - TG : 요금소(Tollgate)
  - TN : 터널(Tunnel)
  - BS : 버스 정류소(Bus Stop)
- ■: 자동차 전용도로 구간

### 본선
| 종류  | 이름                  | 접속 노선                                                            | 소재지     | 소재지                    | 비고                                         |
| ----- | --------------------- | -------------------------------------------------------------------- | ---------- | ------------------------- | -------------------------------------------- |
|       | 현도교 남단           | 국도 제17호선 (신탄진로) 대덕대로1527번길                            | 대전광역시 | 대덕구                    | 미개통                                       |
|       | 불무교 남단           | 불무로                                                               | 대전광역시 | 대덕구                    | 미개통                                       |
| IC    | 문평대교 남단         | 구즉세종로                                                           | 대전광역시 | 대덕구                    | 미개통 구즉세종로 직결                       |
| BS    | 대덕산업단지          |                                                                      | 대전광역시 | 대덕구                    | 바로타 B1 노선 정차                          |
| IS    | 들말네거리            | 국가지원지방도 제32호선 (대덕대로) 대덕대로1277번길 대덕대로1284번길 | 대전광역시 | 대덕구                    | 가수원 방향 진출 불가 신탄진 방향 진입 불가  |
| IS    | 시알들네거리          | 테크노7로 신일서로126번길                                            | 대전광역시 | 대덕구                    | 신일고가교 가수원 방향 진출 신탄진 방향 진입 |
| BR    | 신일나들목교          |                                                                      | 대전광역시 | 대덕구                    | 가수원 방향 진입 신탄진 방향 진출            |
| IC    | 환경생태공원진입로    |                                                                      | 대전광역시 | 대덕구                    | 가수원 방향 진입 불가 신탄진 방향 진출 불가  |
| IC    | 와동육교              | 국도 제17호선 (신탄진로)                                             | 대전광역시 | 대덕구                    | 가수원 방향 진출 불가 신탄진 방향 진입 불가  |
| IC    | 한빛대교              | 배울1로                                                              | 대전광역시 | 대덕구                    |                                              |
| BR    | 신대교                |                                                                      | 대전광역시 | 대덕구                    |                                              |
| BR    | 당산교                |                                                                      | 대전광역시 | 대덕구                    | 중앙버스전용차로 기·종점                     |
| IS    | 원촌교네거리          | 아리랑로                                                             | 대전광역시 | 대덕구                    | 원촌육교                                     |
| TG IC | 대화                  | 한밭TG 방면                                                          | 대전광역시 | 대덕구                    | 본선요금소 진출입차량은 한밭TG로 연결        |
| BR    | 대화대교              |                                                                      | 대전광역시 | 대덕구                    |                                              |
| BR    | 대화대교              | 서구                                                                 | 대전광역시 |                           |                                              |
| TN    | 엑스포지하차도        |                                                                      | 대전광역시 |                           |                                              |
| IS    | 대덕대교네거리        | 국가지원지방도 제57호선 (대덕대로)                                   | 대전광역시 | 문예지하차도              |                                              |
| IS    | (만년고등학교)        | 만년로                                                               | 대전광역시 |                           |                                              |
| IS    | 갑천네거리            | 둔산대로                                                             | 대전광역시 |                           |                                              |
| IS    | (월평주공아파트1단지) | 월평동로                                                             | 대전광역시 | 신탄진 방향만 진출입 가능 |                                              |
| IS    | (은평공원)            | 월평중로                                                             | 대전광역시 | 신탄진 방향만 진출입 가능 |                                              |
| IS    | 갑천대교네거리        | 한밭대로                                                             | 대전광역시 | 갑천지하차도              |                                              |
| IS    | (대전월평초등학교)    | 월평서로                                                             | 대전광역시 |                           |                                              |
|       | 갑천역                |                                                                      | 대전광역시 |                           |                                              |
| IS    | 만년교네거리          | 국도 제32호선 (계룡로)                                               | 대전광역시 | 만년지하차도              |                                              |
| IS    | (월평동)              | 월드컵대로484번길                                                    | 대전광역시 |                           |                                              |

### 한밭요금소 ~ 농수산오거리 구간
| 종류 | 이름         | 접속 노선                  | 소재지     | 소재지 | 비고                        |
| ---- | ------------ | -------------------------- | ---------- | ------ | --------------------------- |
| IC   | 대화         | 갑천도시고속도로 본선      | 대전광역시 | 대덕구 |                             |
| TG   | 한밭         | 한밭대로                   | 대전광역시 | 대덕구 |                             |
| IC   | 대화육교     | 대전로1331번길             | 대전광역시 | 대덕구 | 농수산오거리 방향 진출 불가 |
| IS   | 농수산오거리 | 한밭대로 대전천북로 오정로 | 대전광역시 | 대덕구 |                             |

## 통행료
2012년 5월 18일 기준
| 구분                                               | 통행료  |
| -------------------------------------------------- | ------- |
| 경차 (1,000cc 미만)                                | 400원   |
| 소형(16인승 이하, 2.5t 미만)                       | 800원   |
| 중형(17인승 이상~32인승 이하, 2.5t 이상~5.5t 미만) | 900원   |
| 대형(33인승 이상, 5.5t 이상)                       | 1,400원 |

현금과 선불교통카드와 후불교통카드로 된 신용카드, 체크카드, 하이패스를 이용할 수 있다.

## 주요 건물 및 시설
- ● 대전 도시철도 1호선 갑천역 (대전광역시 서구 갑천도시고속도로 지하 1833(월평동))